# Gams bei Hieflau
Gams bei Hieflau là một xã cũ thuộc huyện Liezen bang Steiermark, nước Áo. Đô thị Gams bei Hieflau có diện tích 46,23 km², dân số thời điểm cuối năm 2021 là 504 người.